# فلاویو بوچی
فلاویو بوچی (انگلیسی: Flavio Bucci؛ زادهٔ ۲۵ مهٔ ۱۹۴۷) بازیگر، صداپیشه و تهیه‌کننده فیلم اهل ایتالیا است.
از فیلم‌هایی که وی در آن‌ها نقش داشته‌است، می‌توان به آدم‌ربایی، ژنرال ایستاده می‌خوابد و لیگابوئه اشاره نمود.